# Црница (педологија)
Црница или чернозем (црнозем) је зонални тип земљишта који је развијен на лесној подлози. Настаје под утицајем степске и континенталне климе. Током јесени и оштре зиме, када је распадање органских материја сведено на минимум долази до нагомилавања хумуса. Из тог разлога је црница веома плодно тле. Током влажнијег пролећа на чернозему буја травната вегетација.
Црница је распрострањена у већем делу континенталне Европе — Хрватска, Мађарска, Србија, Русија, Украјина и др. Јавља се и у Канади. У Србији чернозем захвата велика пространства у Војводини у Срему, Бачкој и Банату. Једним делом јавља се и у Мачви и Стигу. Деградирани чернозем јавља се по ободима ових области и мање је плодности.
Моћност чернозема износи 50-60 сантиметара, ређе 1 метар, а максимално око 1.5 метара (Украјина). Боја му је тамно црна, због чега је и добио такво име. Структура је мрвичасто-орашаста. Црница спада у типска развијена земљишта и у њој је живот веома интензиван — глисте, микроорганизми, ровчице и др. Црница је погодна за гајење свих врста житарица (кукуруз, пшеница, раж и др).
Ово су хумусно-акумулативна земљишта са A-C профилом.